# Дагданов, Геннадий Баторович
Дагда́нов Генна́дий Ба́торович (4 июня 1948, Кутанка, Осинский район, Усть-Ордынский Бурят-Монгольский национальный округ, Иркутская область — 6 января 2002, Улан-Удэ) — советский и российский синолог, буддолог, исследователь танской поэзии и чань-буддизма. Доктор филологических наук, профессор. Основатель кафедры филологии стран Дальнего Востока Бурятского государственного университета и её первый заведующий (1992—2001).

## Биография
Родился в семье художника-декоратора. В 1973 году окончил кафедру китайской филологии Восточного факультета Ленинградского государственного университета им. А. А. Жданова. В 1973—1975 гг. проходил службу в Советской Армии в качестве офицера-переводчика китайского и английского языков.

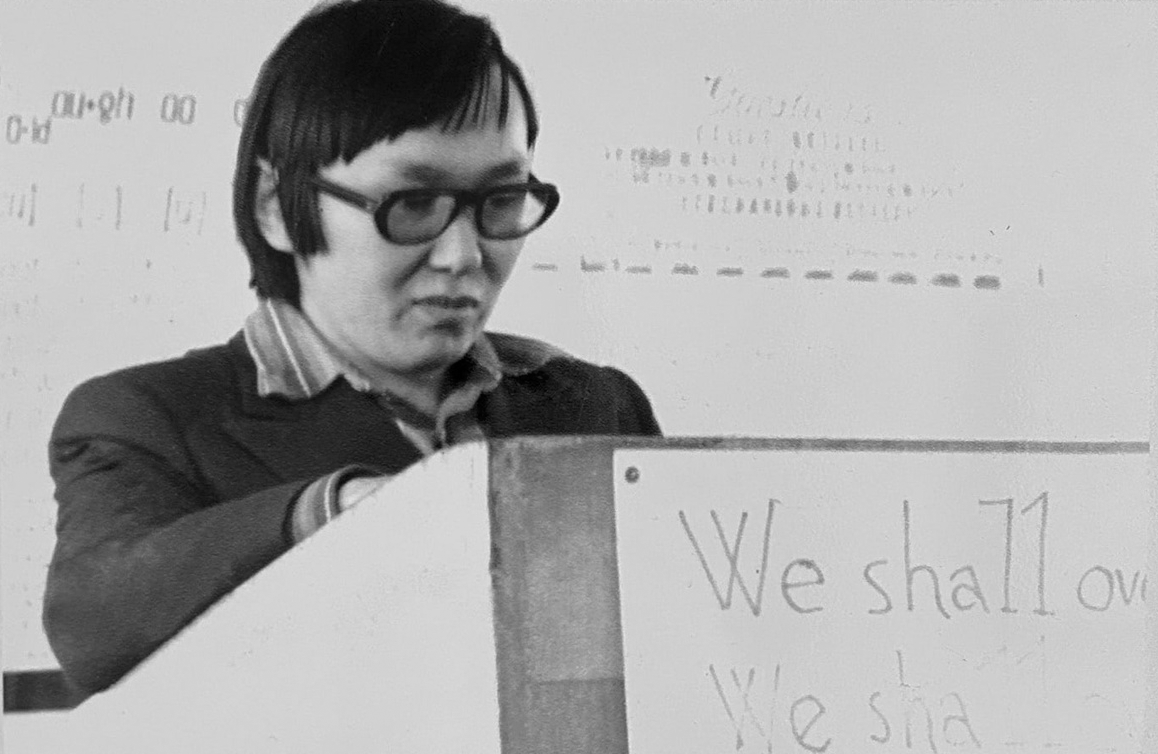
На конференции

Научную деятельность начал в 1975 г. в должности младшего научного сотрудника сектора буддологии Бурятского института общественных наук СО АН СССР. В 1977 г. поступил в аспирантуру Института Востоковедения АН СССР (г. Москва). В 1980 г. под руководством известного советского синолога и переводчика китайской литературы, доктора филологических наук, профессора Л.З Эйдлина успешно защитил кандидатскую диссертацию на тему «Влияние чань-буддизма на творчество танских поэтов: на примере Ван Вэя (701—761) и Бо Цзюйи (772—846)».
После окончания аспирантуры вернулся в Улан-Удэ и продолжил трудиться в секторе буддологии БИОН СО АН СССР. В 1992 г. работал старшим научным сотрудником в Отделе памятников письменности Востока БИОН АН СССР, в 2000—2002 гг. — главным научным сотрудником отдела философии и религиоведения Института монголоведения, буддологии и тибетологии СО РАН.
В 1960—1900 гг. в Секторе литератур Дальнего Востока и Индокитайского полуострова Института востоковедении АН СССР работал над монографией «Мэн Хаожань в культуре средневекового Китая» (1991), на её основе в 1995 г. защитил докторскую диссертацию.
В 1992 г. в Бурятском государственном педагогическом институте имени Доржи Банзарова была создана кафедра восточной филологии основателем и первым заведующим которой стал Геннадий Баторович Дагданов. Кафедра готовила специалистов по китайско-монгольской филологии.
В 1997 г. Г. Б. Дагданову присвоено учёное звание профессора по кафедре восточной филологии. Неоднократно выступал с лекциями в Сямэньском университете, Пекинском университете, Университете Фудань, Педагогическом университете (г. Шанхай).

## Научные труды
- Дагданов Г. Б. Влияние чань-буддизма на творчество танских поэтов: на примере Ван Вэя (701—761) и Бо Цзюйи (772—846): диссертация … кандидата филологических наук: 10.01.06 / Институт востоковедения АН СССР. — М., 1980. — 189 с.
- Дагданов Г. Б. Ван Вэй — духовный преемник шестого чаньского патриарха Хуэйнэна // Проблема человека в традиционных китайских учениях. Сборник научных статей. — М.: Наука. Главная редакция восточной литературы, 1983. — С. 87—98. — 263 с.
- Дагданов Г. Б. Чань-буддизм в творчестве Ван Вэя. — Новосибирск: Наука, 1984. — 136 с.
- Дагданов Г. Б. Буддизм в творчестве танского поэта Бо Цзюйи // Буддизм в литературно-художественном творчестве народов Центральной Азии / Отв. ред. Р. Е. Пубаев. — Новосибирск: Наука: Сиб. отд-ние, 1985. — С. 89—101. — 128 с.
- Дагданов Г. Б. Школа Фасян в истории китайского буддизма // Источниковедение и историография истории буддизма: Страны Центральной Азии / Ред. Р. Е. Пубаев. — Новосибирск: Наука, 1986. — 125 с. — С.100-110.
- Дагданов Г. Б. Мэн Хаожань в культуре средневекового Китая. — М.: Наука, 1991. — 240 с. — ISBN 5020115169
  - Он же. Мэн Хаожань в культуре средневекового Китая: автореферат дис. … доктора филологических наук: 10.01.06 / ИВ РАН, Бурят. гос. пед. ин-т им. Д. Банзарова. — М., 1995. — 27 с.
- Дагданов Г. Б. Традиционная система цигун в Китае // Психологические аспекты буддизма.- Новосибирск, 1991. -Ч.1. — С. 162—174.- Библиогр.:С.173-174.
- Дагданов Г. Д. Литература Древнего Китая / Г. Д. Дагданов. — Улан-Удэ: Изд-во БГУ, 1996.-31 с.
- Дагданов Г. Б. Танская поэзия. Улан-Удэ: изд-во БГУ, 1997. — 70 с.
- Дагданов Г. Б. Современная литература Китая (1976—1999) / Г. Б. Дагданов, О. Д. Цыренова, Е. К. Шулунова. Улан Удэ, 1999